# Lotta libera ai Giochi della XIX Olimpiade - Pesi medi
La competizione della categoria pesi medi (fino a 87 kg) di lotta libera dei Giochi della XIX Olimpiade si è svolta dal 17 al 20 ottobre 1968 all'Arena Insurgentes di Città del Messico.

## Formato
Ad ogni incontro venivano assegnate penalità secondo il risultato.
Con sei penalità o più il lottatore veniva eliminato.

## Risultati
| Legenda                                  | Legenda |
| ---------------------------------------- | ------- |
| Lottatore con 6 penalità o più Eliminato |         |

### 1º Turno
Si è disputato il 17 ottobre
| Vincitore              | Pen. | Risultato  | Sconfitto             | Pen. |
| ---------------------- | ---- | ---------- | --------------------- | ---- |
| Julio Graffigna        | 1    | Ai Punti   | Ghulam Dastagir       | 3    |
| Prodan Gardžev         | 2    | = Parità = | Thomas Peckham        | 2    |
| Francisc Balla         | 0    | Squalifica | Mansour Mahdizadeh    | 4    |
| Géza Hollósi           | 1    | Ai Punti   | Umberto Marcheggiani  | 3    |
| Ron Grinstead          | 1    | Ai Punti   | Robert Chamberot      | 3    |
| Boris Gurevich         | 0    | Schienata  | Robert Nihon          | 4    |
| Jan Wypiorczyk         | 2,5  | = Parità = | Shigeru Endo          | 2,5  |
| Lupe Lara              | 1    | Ai Punti   | Ernst Knoll           | 3    |
| Jean-Marie Chardonnens | 2    | = Parità = | Raúl García           | 2    |
| Munkbat Jigjid         | 1    | Ai Punti   | Peter Döring          | 3    |
| Hüseyin Gürsoy         | 0    | Schienata  | José Manuel Hernández | 4    |

### 2º Turno
Si è disputato il 18 ottobre
| Vincitore            | Pen. | Risultato      | Sconfitto              | Pen. |
| -------------------- | ---- | -------------- | ---------------------- | ---- |
| Prodan Gardžev       | 2    | Schienata      | Ghulam Dastagir        | 7    |
| Thomas Peckham       | 3    | Ai Punti       | Julio Graffigna        | 4    |
| Francisc Balla       | 4    | =Squalificati= | Géza Hollósi           | 5    |
| Umberto Marcheggiani | 3,5  | Superiorità    | Robert Chamberot       | 6,5  |
| Ron Grinstead        | 1    | Schienata      | Robert Nihon           | 8    |
| Boris Gurevich       | 0    | Schienata      | Jan Wypiorczyk         | 6,5  |
| Shigeru Endo         | 3,5  | Ai Punti       | Ernst Knoll            | 6    |
| Lupe Lara            | 2    | Ai Punti       | Jean-Marie Chardonnens | 5    |
| Munkbat Jigjid       | 1    | Schienata      | Raúl García            | 6    |
| Peter Döring         | 3    | Schienata      | José Manuel Hernández  | 8    |
| Hüseyin Gürsoy       | 0    | Esentato       |                        |      |
| Mansour Mahdizadeh   | -    | Ritirato       |                        |      |

### 3º Turno
Si è disputato il 19 ottobre
| Vincitore      | Pen. | Risultato   | Sconfitto              | Pen. |
| -------------- | ---- | ----------- | ---------------------- | ---- |
| Hüseyin Gürsoy | 1    | Ai Punti    | Julio Graffigna        | 7    |
| Prodan Gardžev | 2    | Schienata   | Francisc Balla         | 8    |
| Thomas Peckham | 3    | Schienata   | Umberto Marcheggiani   | 7,5  |
| Boris Gurevich | 0,5  | Superiorità | Ron Grinstead          | 4,5  |
| Shigeru Endo   | 4,5  | Ai Punti    | Lupe Lara              | 5    |
| Munkbat Jigjid | 1,5  | Superiorità | Jean-Marie Chardonnens | 8,5  |
| Peter Döring   | 3    | Esentato    |                        |      |

### 4º Turno
Si è disputato il 19 ottobre
| Vincitore      | Pen. | Risultato   | Sconfitto     | Pen. |
| -------------- | ---- | ----------- | ------------- | ---- |
| Hüseyin Gürsoy | 2    | Ai Punti    | Peter Döring  | 6    |
| Prodan Gardžev | 2,5  | Superiorità | Ron Grinstead | 8    |
| Thomas Peckham | 3    | Schienata   | Shigeru Endo  | 8,5  |
| Boris Gurevich | 0,5  | Schienata   | Lupe Lara     | 9    |
| Munkbat Jigjid | 1,5  | Esentato    |               |      |

### 5º Turno
Si è disputato il 20 ottobre
| Vincitore      | Pen. | Risultato  | Sconfitto      | Pen. |
| -------------- | ---- | ---------- | -------------- | ---- |
| Munkbat Jigjid | 3,5  | = Parità = | Prodan Gardžev | 4,5  |
| Hüseyin Gürsoy | 4    | = Parità = | Thomas Peckham | 5    |
| Boris Gurevich | 0,5  | Esentato   |                |      |

### 6º Turno
Si è disputato il 20 ottobre
| Vincitore      | Pen. | Risultato  | Sconfitto      | Pen. |
| -------------- | ---- | ---------- | -------------- | ---- |
| Boris Gurevich | 2    | = Parità = | Munkbat Jigjid | 5,5  |
| Prodan Gardžev | 5,5  | Ai Punti   | Hüseyin Gürsoy | 7    |
| Thomas Peckham | 5    |            |                |      |

### Turno Finale
| Vincitore      | Pen. | Risultato  | Sconfitto      | Pen. |
| -------------- | ---- | ---------- | -------------- | ---- |
| Munkbat Jigjid | 6,5  | Ai Punti   | Thomas Peckham | 8    |
| Boris Gurevich | 4,5  | = Parità = | Prodan Gardžev | 7,5  |

## Classifica finale
| Pos.    | Atleta                 | Nazione          |
| ------- | ---------------------- | ---------------- |
| Oro     | Boris Gurevich         | Unione Sovietica |
| Argento | Munkbat Jigjid         | Mongolia         |
| Bronzo  | Prodan Gardžev         | Bulgaria         |
| 4       | Thomas Peckham         | Stati Uniti      |
| 5       | Hüseyin Gürsoy         | Turchia          |
| 6       | Peter Döring           | Germania Est     |
| 7       | Ron Grinstead          | Gran Bretagna    |
| 8       | Shigeru Endo           | Giappone         |
| 9       | Lupe Lara              | Cuba             |
| 10      | Julio Graffigna        | Argentina        |
| 11      | Umberto Marcheggiani   | Italia           |
| 12      | Jean-Marie Chardonnens | Svizzera         |
| 13      | Francisc Balla         | Romania          |
| 14      | Géza Hollósi           | Ungheria         |
| 15      | Raúl García            | Messico          |
| 15      | Ernst Knoll            | Germania Ovest   |
| 17      | Robert Chamberot       | Canada           |
| 17      | Jan Wypiorczyk         | Polonia          |
| 19      | Ghulam Dastagir        | Afghanistan      |
| 20      | Robert Nihon           | Bahamas          |
| 20      | José Manuel Hernández  | Guatemala        |
| 22      | Mansour Mahdizadeh     | Iran             |